# Paul, Apostle of Christ
Paul, Apostle of Christ (bra: Paulo, Apóstolo de Cristo) é um filme americano de 2018, do gênero drama histórico-biográfico, escrito e dirigido por Andrew Hyatt e estrelado por James Faulkner, Jim Caviezel, Olivier Martinez, Joanne Whalley e John Lynch.

## Sinopse
O filme conta a história de Paulo (James Faulkner), impiedoso perseguidor de cristãos que se converte ao cristianismo, tornando-se um dos mais influentes apóstolos de Cristo. Passando seus últimos dias na prisão, ele aguarda ser executado por ordem do imperador Nero, enquanto Lucas (Jim Caviezel), seu amigo e médico, arrisca sua vida ao se aventurar em Roma para visitá-lo. Paulo está sob o olhar atento de Mauritius (Olivier Martinez), o prefeito da prisão, que procura compreender como este velho alquebrado pode representar uma ameaça. Mas antes que a sentença de sua morte possa ser decretada, Lucas resolve escrever outro livro, um que detalha o início de "O Caminho" e o nascimento do que viria a ser conhecido como a igreja.